# Agapetes queenslandica
Agapetes queenslandica là một loài thực vật có hoa trong họ Thạch nam. Loài này được Domin mô tả khoa học đầu tiên năm 1913.